# Japanska Kvinnors Frivilliga Arbetskår

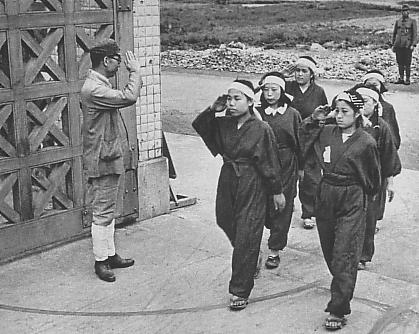
Japanska Kvinnors Frivilliga Arbetskår

Japanska Kvinnors Frivilliga Arbetskår eller Teishins Arbetskår var en organisation i Japan. Dess syfte var att organisera främst ogifta kvinnor mellan 12 och 40 år för att på olika sätt bistå i krigsansträngningen under andra världskriget, i enlighet med det allmänna mobiliseringssystemet som införts av Taisei Yokusankairegeringen under den nationella mobiliseringslagen i augusti 1944.  